# Tomtegubben som hade snuva
Tomtegubben som hade snuva, även känd som En liten tomtegubbe satt en gång, är en barnvisa av Felix Körling från 1915. Sången handlar om en liten tomtegubbe som har snuva men blir frisk sedan han, efter råd från sin fru, gått till "Doktor Mullvad" och fått medicin. 
Visan används ofta som julsång, även om ordet jul inte nämns och det inte heller är jultomten utan snarare en gårdstomte som är tomtegubben.

## Publikation
- Lek med toner, 1971
- Barnvisboken, 1977, som "En liten tomtegubbe" ("Tomtegubben som hade snuva")
- Julens önskesångbok, 1997, under rubriken "Nyare julsånger"

## Inspelningar
En tidig inspelning gjordes av en 4-årig Lisbeth Bodin med Cupolorkestern den 28 oktober 1949, och gavs ut på skiva i januari 1950.